# تحريك حاسوبي

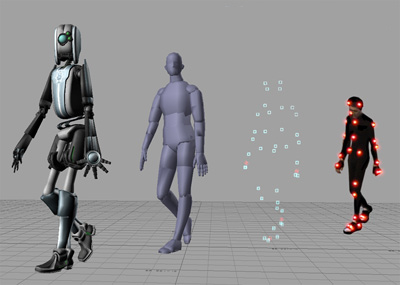
مثال لصورة متحركة تم التقاتها بواسطة تقنية التقاط الحركة Motion Capture

اَلْتَحْرِيكُ اَلْحَاسُوبِيُّ (بالإنجليزية: Computer Animation) هو فنُ تكوينِ الصورِ اَلْمُجَسَّمَةِ باستخدام الحاسوب وهو فرع من فروع الرسوميات الحاسوبية والرسوم المتحركة الحاسوبية وعادة ما يتم تصميميها بواسطة رسوميات ثلاثية الأبعاد، وبالرغم من زيادة العمل بها، إلا أن الأعمال ثنائية الأبعاد ما زالت تعطي نتائج أسرع وإظهار جذاب حتى بالحواسب ذات الإمكانيات المتوسطة. قد يستخدم المنتج النهائي للرسوميات الحاسوبية لوسائط مثل الأفلام أو للحاسوب نفسه. التقنية تعرف أيضاً باسم الرسومات المنتجة بواسطة الحاسوب (بالإنجليزية: Computer Generated Imagery أو CGI).[بحاجة لمصدر] 
رسومات الحاسوب هي تقنية لا غنى عنها في الرسوميات ثلاثية الأبعاد وكذلك الحركة التي تعتمد علي الإطارات المتتابعة للرسوميات ثنائية الأبعاد.

## الآلية
لخلق خداع بصري، يجب استبدال كل إطار ظاهر على شاشة الحاسوب بإطار آخر مشابه للإطار السابق بسرعة ولكن مع تعديل بسيط بإتجاه الحركة، مثل تحريك الشكل الموجود بالإطار قليلاً. لا تزيد الحركة في كل إطار عن الإطار الذي يسبقه إلا بمقدار طفيف جداً ولكن الخداع البصري يظهر مع زيادة عدد الإطارات وتعاقبها السريع مما يدفع الدماغ إلى ترجمة هذه الصور على أنها حركة حقيقية.[بحاجة لمصدر]
لخداع العقل بأنه يشاهد شكلاً يتحرك بسرعة وبانسيابية، يجب ألّا يقل عدد الإطارات عن 12 إطار بالثانية على الأقل[بحاجة لمصدر]. يمكن للعين والدماغ استيعاب ما يصل إلى 70 إطار في الثانية، ولا يعود التأثير ملحوظاً عند ازدياد عدد الإطارات أكثر، وبالمقابل إذا قل العدد عن 12 إطار بالثانية فإن الحركة ستظهر مشوّشة، ويشوبها شيءٌ من عدم الإتزان.[بحاجة لمصدر] عادة ما يكون معدل الإطارات 15 في الثانية في حالة الرسومات المتحركة المرسومة يدوياً.[بحاجة لمصدر]
بالنسبة للرسوميات ثلاثية الأبعاد، الأجسام -أو الأشكال- تم بنائها أو تشكيلها يتم كسوتها بهيكل افتراضي، أما في حالة الرسوميات ثنائية الأبعاد، فالرسومات تكون غالبا منفصلة في وجود طبقات شفافة غير مرئية بينها، ولا يشترط أن يجمعهم هيكل افتراضي. يتم بعدها ترجمة الحركة، الموجود في أجزاء الجسم أو الشكل -أو التكوين- المختلفة بواسطة محرك لمفتاح الكادر. الفارق بين المظهر النهائي للكادرات يتم حسابة بشكل آلي ثم في النهاية يتم إظهار الحركة بشكل نهائي.[بحاجة لمصدر]

## مثال بسيط

مثال لرسم متحرك

في المثال الموضح، في البداية: الخلفية يسودها لون واحد فقط وهو الأسود، بينما المعزة مرسومة علي يمين الشاشة، ثم في اللقطة الاحقة الخلفية ما زالت سوداء، بينما المعزة تظهر من جديد (لإعادة رسمها أو لنسخها) في وضع يميل لليسار قليلا عن وضعها الأولي. تتكرر هذه الخطوة مرات عديدة، في كل مرة يتحرك فيها الشكل -المعزة في هذه الحالة- لليسار قليلا ومع زيادة السرعة تظهر الحركة بشكل انسيابي وهذه هي التقنية المتبعه في كافة الرسومات المتحركة للأفلام والتلفاز.

## روابط خارجية
- التحريك ثلاثى الابعاد في بلندر